# Tony Daley
Anthony Mark Daley (Birmingham, 1967. október 18. –) angol válogatott labdarúgó.

## Pályafutása

### Klubcsapatban
1985 és 1994 között szülővárosa csapatában az Aston Villában játszott. 233 mérkőzésen lépett pályára és 31 gólt szerzett. 1994 és 1998 között a Wolverhampton Wanderers játékosa volt. Az 1998–99-es szezonban a Watfordot erősítette. 1999-bwn rövid ideig a Walsallban szerepelt. 1999-től 2002-ig a Forest Green Roversben játszott.

### A válogatottban
1991 és 1992 között 7 alkalommal szerepelt az angol válogatottban. Tagja volt az 1992-es Európa-bajnokságon szereplő válogatott keretének.